# Jeanne de Lorraine
Ne pas confondre avec Jean de Lorraine.
Jeanne de Lorraine (Joan of Lorraine) est une pièce de théâtre américaine en deux actes de Maxwell Anderson, créée à Broadway (New York) en 1946.

## Argument
Une troupe d'acteurs interprète sur la scène d'un théâtre une pièce consacrée à la vie de Jeanne d'Arc. Les deux rôles principaux sont tenus par Mary Grey (personnifiant Jeanne) et Les Ward (personnifiant le Dauphin) ...

## Fiche technique de la création
- Titre : Jeanne de Lorraine
- Titre original : Joan of Lorraine
- Auteur : Maxwell Anderson
- Décors, costumes et lumières : Lee Simonson
- Genre : Drame
- Date de la première représentation : 18 novembre 1946 à l'Alvin Theatre, Broadway (New York)
- Date de la dernière représentation : 10 mai 1947
- Nombre de représentations consécutives : 199
- Mise en scène : Margo Jones

## Distribution de la création
Rôles principaux
- Ingrid Bergman : Mary Grey/Jeanne de Lorraine
- Romney Brent : Les Ward/Le Dauphin
- Sam Wanamaker : Le directeur Jimmy Masters/L'Inquisiteur

Autres rôles (par ordre alphabétique)
- Joanna Albus : Mlle Sadler/Sainte Marguerite
- Gilmore Bush : le régisseur Al
- Ann Coray : Mlle Reeves/Sainte Catherine
- Roger De Koven : Jeffson/Georges de Tremoille
- Charles Ellis : Charles Elling/Durand Laxart
- Bruce Hall : Jo Cordwell/Jean D'Arc
- Peter Hobbs : l'électricien/Bertrand de Poulengy
- Harry Irvine : Kipner/Regnault de Chartres, archevêque de Reims
- Timothy Lynn Kearse : l'assistant-régisseur Tessie/Aurore
- Berry Kroeger : Sheppard/Alain Chartier
- Lewis Martin : Abbey/Jacques D'Arc/Pierre Cauchon, évêque de Beauvais
- Kevin McCarthy : Long/Dunois, le bâtard d'Orléans
- Stephen Roberts : Smith/Thomas de Courcelles
- Martin Rudy : Noble/La Hire
- Arthur L. Sachs : Farwell/Jean de Metz/le bourreau
- Lotte Stavisky : Marie/la costumière
- Kenneth Tobey : Dollner/Pierre D'Arc
- Brooks West : Quirke/Saint Michel/D'Estivet
- Joseph Wiseman : Champlain/Père Massieu

## Reprises (sélection)
- 1948-1949 : Gunn Wållgren, puis Maj-Britt Nilsson (Mary Grey/Jeanne de Lorraine), au Théâtre dramatique royal (Dramaten) de Stockholm

## Récompenses (sélection)
- 1947 : Tony Award de la meilleure actrice dans une pièce gagné par Ingrid Bergman.

## Adaptation au cinéma
- 1948 : Jeanne d'Arc (Joan of Arc) de Victor Fleming, avec Ingrid Bergman (Jeanne d'Arc), José Ferrer (Le Dauphin/Charles VII) (adaptation centrée sur la vie de Jeanne d'Arc, sans la pièce dans la pièce)